# Усенайское староство
Усенайское староство (лит. Usėnų seniūnija) — одно из 11 староств Шилутского района, Клайпедского уезда Литвы. Административный центр — деревня Усенай.

## География
Расположено на западе Литвы, в южной части Шилутского района, в Нижненеманской низменности недалеко от побережья Куршского залива.
Граничит с Юкнайчяйским староством на западе и севере, Жемайчю-Науместским — на северо-востоке, Катичяйским — на востоке, Стонишкяйским староством Пагегяйского самоуправления — на юго-востоке, и Славским районом Калининградской области России — на юге.
По территории староства протекают следующие реки: Русне, Вейжас (Верже), Лейте, Шиша, Гирупис.

## Население
Усенайское староство включает в себя 18 деревень.